# Huperzia serrata
Huperzia serrata (medicina tradicional china: Qian Ceng Ta 千層塔 / Jin Bu Huan 金不換) es una planta, conocida como licopodio chino, licopodio aserrado o musgo abeto, que contiene huperzina A, inhibidor de la acetilcolinesterasa. Se vende como nootrópico y suplemento dietético. También puede ser utilizado para tratar la enfermedad de Alzheimer.

## Distribución y hábitat
Esta especie es nativa de la India y el sureste de Asia. Crece entre los 900 y 3.500 m de altitud en las zonas subtropical y templada.

## Descripción
Se trata de una hierba pequeña, cuyos troncos alcanzan entre 15 y 40 cm de altura, generalmente unos 30 cm, y son flexibles y gruesos, de hasta 6 cm de diámetro en la base. Los tallos son rastreros  en la base y erectos hacia arriba, con hasta 6 ramificaciones que parten desde un tuber en la base y que pueden presentar bifurcaciones. Hojas generalmente lanceoladas; de 5,0 a 30 por 1,2 a 3,5 mm, con bases constreñidas semejantes a pecíolos,; verticiladas de a 4, con márgenes irregular y doblemente aserrados. Los esporofilos son como las hojas vegetativas y los esporangios tienen forma de riñón y se encuentran en las axilas de las hojas, a lo largo del tallo y sus ramas.

## Taxonomía
Huperzia serrata fue descrita por (Thunb. ex Murray) Trevis. y publicado en Atti della Societa Italiana di Scienze Naturali e del Museo Civico di Storia Naturali di Milano 17: 247–248. 1875.
Etimología
Huperzia: nombre genérico otorgado en honor del botánico Johann Meter Huperz que estudió la propagación de los helechos a principios del siglo XIX. 
serrata: epíteto que proviene del latín y significa "serrada".
Sinónimos
- Huperzia selago var. serrata (Thunb.) Á. Löve & D. Löve
- Lycopodium javanicum Sw.
- Lycopodium sargassifolium Liebm.
- Lycopodium serratum Thunb.
- Urostachys javanicus (Sw.) Herter
- Urostachys myriophyllifolius (Hayata) Herter
- Urostachys serratus (Thunb.) Herter[7]